# Miracle (Beni)
Miracle è un brano musicale della cantante giapponese j-pop Beni Arashiro, pubblicato come quarto singolo estratto dall'album Beni il 9 febbraio 2005. Il singolo ha raggiunto la novantottesima posizione della classifica Oricon dei singoli più venduti in Giappone.

## Tracce
CD Singolo AVCD-30690
1. Miracle
2. Miracle (Instrumental)

Durata totale: 9:04

## Classifiche
| Classifica (2004) | Posizione più alta |
| ----------------- | ------------------ |
| Giappone (Oricon) | 98                 |